# Vallirana
Vallirana és un municipi de la comarca del Baix Llobregat. Pertany a un extrem de la Serra d'Ordal i està situat al vessant interior del Massís del Garraf, entre els municipis de Subirats i Cervelló.
El creixement d'aquest poble durant l'última dècada ha fet que s'anés convertint en zona eminentment residencial. Actualment té més de 15.000 habitants, i a això cal afegir tots els habitatges de segona residència que s'apleguen a les nombroses urbanitzacions del terme, i que actualment ocupen gairebé les tres quartes parts del municipi.

## Geografia
- Llista de topònims de Vallirana (Orografia: muntanyes, serres, collades, indrets..; hidrografia: rius, fonts...; edificis: cases, masies, esglésies, etc).

## Demografia[1]
| Entitat de població               | Habitants (2024) |
| Vallirana                         | 4.827            |
| la Solana                         | 1.944            |
| Vallirana Parc                    | 1.118            |
| el Lledoner                       | 1.074            |
| Selva Negra                       | 903              |
| Vall del Sol                      | 737              |
| Can Batlle                        | 642              |
| les Bassioles                     | 580              |
| Can Rovira                        | 454              |
| Can Julià                         | 438              |
| la Pinetella                      | 434              |
| les Casetes                       | 398              |
| Pla del Pèlec                     | 389              |
| el Mirador                        | 359              |
| la Llibra Casanova                | 332              |
| Mas de les Fonts                  | 296              |
| la Soleia I                       | 273              |
| el Mas Rovira                     | 268              |
| els Pinars                        | 245              |
| Penya Forcada                     | 89               |
| la Soleia II                      | 87               |
| Polígon industrial de Can Prunera | 54               |
| Interclub residencial             | 11               |
| Font: Idescat                     |                  |

| 1497 f | 1515 f | 1553 f | 1717 | 1787 | 1857  | 1877  | 1887  | 1900  | 1910  |
| ------ | ------ | ------ | ---- | ---- | ----- | ----- | ----- | ----- | ----- |
| -      | -      | 11     | 118  | 218  | 1.288 | 1.544 | 1.517 | 1.466 | 1.307 |

| 1920  | 1930  | 1940  | 1950  | 1960  | 1970  | 1981  | 1990  | 1992  | 1994  |
| ----- | ----- | ----- | ----- | ----- | ----- | ----- | ----- | ----- | ----- |
| 1.300 | 1.334 | 1.314 | 1.282 | 1.635 | 2.632 | 4.375 | 6.179 | 6.620 | 6.620 |

| 1996  | 1998  | 2000  | 2002   | 2004   | 2006   | 2008   | 2010   | 2012   | 2014   |
| ----- | ----- | ----- | ------ | ------ | ------ | ------ | ------ | ------ | ------ |
| 8.407 | 8.914 | 9.004 | 10.493 | 11.678 | 12.928 | 13.752 | 14.200 | 14.549 | 14.612 |

| 2016   | 2018   | 2020   | 2022   | 2024   | 2026 | 2028 | 2030 | 2032 | 2034 |
| ------ | ------ | ------ | ------ | ------ | ---- | ---- | ---- | ---- | ---- |
| 14.676 | 14.877 | 15.312 | 15.658 | 15.985 | -    | -    | -    | -    | -    |

## Història
A Cova Bonica es van trobar les restes de 6 individus, els seus objectes i animals, que van servir per establir que els primers ramaders i agricultors del Neolític van arribar a la Península fa 7.400 anys. La història coneguda de Vallirana es remunta a quan l'any 904 s'esmenta el topònim en un document fent referència a una zona agrícola, destinada a vinya principalment, dependent del senyor de Cervelló.
La major part de les 11 masies agrícoles del cens de l'any 1533 configuren els actuals barris-urbanitzacions: Pere de la Llibra, Joan Campderròs, Bertomeu Bogunyà, Joan Blanquer, Antoni Rovira, Matheu Muntaner, Antoni Julià, Antoni Presas, Nicolau Campenar, Bernat Romagosa i Jaume Batlle.
La construcció de la carretera del Port de l'Ordal el segle xviii canvià la fesomia del municipi, i passà a generar un nucli de població entorn de la nova carretera.
L'economia de Vallirana després de la fil·loxera va canviar cap a la mineria, i posteriorment el tèxtil. Actualment, després del tancament de la fàbrica de xocolata, motivat per un incendi, existeixen diverses fàbriques de rams diversos, com metal·lúrgia, química i fusta. El negoci més potent del municipi, però, és l'explotació de les pedreres, per a la generació d'àrids o ciments.
Actualment, Vallirana és una vila descentralitzada en urbanitzacions, que si bé en el seu origen eren segones residencies, gradualment s'estan convertint en primeres. Està ben connectada amb Barcelona per autopista directa (B-20 + B-23), amb les platges de Castelldefels (A-2 + C31), i per l'interior connecta per la vella N-340 amb el Penedès.
| Període      | Nom de l'alcalde/-essa     | Partit polític | Data de possessió |
| ------------ | -------------------------- | -------------- | ----------------- |
| 1979 - 1983  | Vicente Tarazona Mari      | PSUC           | 19/04/1979        |
| 1983 - 1987  | Vicente Tarazona Mari      | PCC            | 28/05/1983        |
| 1987 - 1991  | Josep Alemany i Rigol      | CIU            | 30/06/1987        |
| 1991 - 1995  | Josep Alemany i Rigol      | CIU            | 15/06/1991        |
| 1995 - 1999  | Josep Alemany i Rigol      | CIU            | 17/06/1995        |
| 1999 - 2003  | Josep Alemany i Rigol      | CIU            | 03/07/1999        |
| 2003 - 2007  | Josep Alemany i Rigol      | CIU            | 14/06/2003        |
| 2007 - 2011  | Josep Alemany i Rigol      | CIU            | 16/06/2007        |
| 2011 - 2015  | Eva Maria Martínez Morales | PSC            | 11/06/2011        |
| 2015 - 2019  | Eva Maria Martínez Morales | PSC            | 13/06/2015        |
| 2019 - 2023  | Eva Maria Martínez Morales | PSC            | 15/06/2019        |
| Des del 2023 | Eva Maria Martínez Morales | PSC            | 17/06/2023        |

## Administració
Durant tota la dècada dels anys 70, des de 1971 i fins a l'any 1979, l'últim alcalde de l'època franquista a Vallirana va ser un polític, Joan Farreras i Raventós. Amb l'arribada de la democràcia, les primeres eleccions municipals a Vallirana van donar la victòria al PSUC i va esdevenir alcalde Vicenç Tarazona. Tarazona i el PSUC van estar governant Vallirana fins a l'any 1987. L'any 1987, Vallirana va optar pel canvi que representava Convergència i Unió, liderada pel democristià Josep Alemany i Rigol i CiU va aconseguir l'alcaldia amb una sòlida majoria absoluta que va ser revalidada successivament l'any 1991, 1995, 1999 i 2003. L'any 2007 van formar equip de govern CIU i PP després que CiU perdés la majoria absoluta. L'any 2011, després de 24 anys de govern de CiU i d'alcaldia d'en Josep Alemany i Rigol, va esdevenir alcaldessa de Vallirana Eva Martínez, del PSC, amb un govern tripartit format per PSC, ICV i ERC. Actualment, després de les eleccions del maig de 2015, l'alcaldessa és Eva Martínez amb un govern del PSC amb majoria absoluta. A les eleccions municipals del maig del 2019, el PSC va tornar a guanyar amb majoria absoluta. En aquestes últimes eleccions del 28 de maig del 2023, el govern de Martínez, novament encapçalant la llista del PSC, perd la majoria absoluta tot i nomenar-se alcaldessa del municipi gràcies al pacte amb JUNTS.

## Festes i tradicions
- Festa Major de Sant Mateu el 21 de setembre.
- Festa de Sant Sebastià. Commemoració d'un compromís adquirit pels avantpassats en el vot de poble, en agraïment al Sant per haver deslliurat a la població d'una terrible epidèmia de còlera. Se celebra cada 20 de gener des de l'any 1855.
- Caminada Popular del Centre Excursionista. Es fa el tercer diumenge de novembre des de l'any 1981.

## Entitats culturals i esportives
- Radar de Vallirana

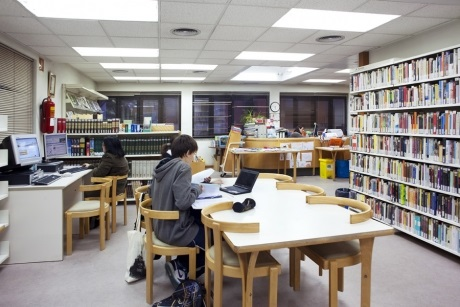
Biblioteca

- Associació Esportiva Vallirana, club de futbol sala.
- Coral l'esclat
- La Biblioteca de Vallirana Josep Maria López Picó és una biblioteca pública que forma part de la Xarxa de Biblioteques Municipals de la Diputació de Barcelona.[3] Porta el nom de Josep Maria López-Picó.
- Associació Amics de Vallirana.

## Personatges que van néixer o viure a Vallirana
- Pau Casadesús Castro

- Cristòfol Comas i Pau

- Josep Maria López-Picó, poeta i escriptor.
- Jordi Sierra i Fabra, escriptor.
- Josep Lluís Cleries, polític.
- Jesús Rollan, waterpolista olímpic

## Llocs d'interès turístic
- Capelles de Sant Francesc, de 1558, i de Sant Silvestre, de l'any 904.
- Centre d'Interpretació del Patrimoni a la Masia Molí de Can Batlle.
- Cova Bonica.
- Figuera del Mas Vell del Lledoner.
- Masies: Can Bogunyà, Can Campderròs, Can Julià, Can Muntaner, Can Prunera, Mas de les Fonts, Mas Lledoner i Masía i celler Can Rovira.
- Molinots de la Llibra.
- Museu Etnològic del Centre Excursionista de Vallirana.[4]
- Museu d'Història Religiosa de Vallirana.
- Pont del Lledoner.